# R’Kiz
R’Kiz (arabisch اركيز) ist eine Stadt in der Region Trarza von Mauretanien und Hauptstadt des Départements R’Kiz.

## Geographie
Der Hauptort der Gemeinde R’Kiz liegt 150 Kilometer südöstlich von Nouakchott auf etwa 6 m Meereshöhe im Südwesten des Landes am Nordrand des R’kiz-Sees, der ähnlich wie der Guiers-See in Senegal vom Hochwasser des Senegal-Flusses gespeist wird. Die Grenze am Senegal-Fluss ist im Süden 30 Kilometer entfernt.

## Bevölkerung
Die Bevölkerungszahl der Gemeinde hat in den Jahren 2000 bis 2023 von 10.688 auf 17.871 Einwohner zugenommen. Der Hauptort selbst hat 10.382 Einwohner (2023). Daneben gibt es noch 23 andere bewohnte Orte.